# 김종백
김종백(金鍾伯, 1955년 ~)은 대전고등법원장 등을 역임한 법조인이다.

## 생애
1955년 서울특별시에서 태어나 경복고등학교와 서울대학교 법학과를 졸업하고 제20회 사법시험에 합격해 사법연수원 10기를 수료했다.
1981년 대구지방법원 판사에 임용된 이래 서울고등법원 등에서 판사를 하다가 대전지방법원 천안지원장 등을 지냈다 이후 부산고등법원 부장판사를 하다가 법원장으로 승진하여 제주지방법원, 인천지방법원, 특허법원 등에서 법원장을 역임했다.
한국에서 교통사고로 장애를 입은 한국국적의 미국 영주권자에게 장애인복지법의 혜택을 부여해야 한다는 판결을 선고했다.